# Hôtel de Magnoncourt (Besançon)
Pour les articles homonymes, voir Hôtel de Magnoncourt.
L'hôtel de Magnoncourt est un hôtel particulier situé au numéro sept de la rue Charles Nodier, à Besançon (Doubs) et fut construit par l'architecte Claude Joseph Alexandre Bertrand en 1776.

## Histoire
L'hôtel de Magnoncourt, situé au 7 de la rue Charles Nodier, au cœur du centre-ville de Besançon, fut construit en 1776 par le bisontin Claude Joseph Alexandre Bertrand, également concepteur de l'église Saint-Pierre de Besançon. Ce bâtiment fut commandé par Claude-François Henrion de Magnoncourt, ancien capitaine et noble franc-comtois.
La façade sur rue du bâtiment comprend cinq travées de proportion monumentale, et comporte des communs en retour sur une cour dessinées soigneusement pour la refermée, et qui se prolongeait par un petit jardin avec vue sur le parc voisin. L'allée cochère donne sur deux vestibules latéraux, ouverts par des colonnes et pilastres doriques. L'édifice est soigné et complet, et garde encore un important décor d'origine. Ce bâtiment fut l'une des plus belles demeures Louis XVI de la ville, et abrite aujourd'hui la direction régionale des Affaires culturelles.
Le bâtiment (façades et toitures du corps de logis avec ses ailes en retour, l'allée cochère encadrée de ses deux vestibules, le grand escalier, les pièces avec leur décor dans le corps de logis : salle à manger, salon et les deux chambres au premier étage, deux pièces sur rue au sud de l'allée cochère au rez-de-chaussée, le sol de la cour) fait l’objet d’un classement au titre des monuments historiques depuis le 12 avril 1996.